# 趙日新 (明朝)
趙日新（1540年—1601年），字用甫，號潜斋，福建泉州府晉江縣人，軍籍，明朝政治人物。

## 生平
嘉靖三十七年（1558年）戊午科福建鄉試第五名舉人。隆慶五年（1571年）中式辛未科會試第一百五十四名，三甲第一百七十一名進士。兵部觀政，授分宜县知县，为官严明。萬曆五年（1577年）改任旌德县教谕，七年升任国子监博士，十二年升监丞，十四年升户部主事，养病卒。

## 家族
曾祖趙瑺，戶部郎中；祖父趙信，贈戶部主事；父趙恒，知府。母王氏（封安人）。